# Rally Botafumeiro
El Rally Botafumeiro es una prueba de rally que se disputa anualmente en la localidad de Santiago de Compostela desde 1985 por la Escudería Compostela y desde 2018 por la Escudería Santiago. Es puntuable para el Campeonato de Galicia de Rally y sus tramos transcurren por los municipios aledaños a Santiago: Touro, Oroso, Vedra, Teo, La Estrada, Arzúa, Dodro, Rianjo, Rois, El Pino, Boqueijón, Rois, Padrón o Teo aunque en alguna ocasión se llegó a celebrar un tramo urbano en la propia ciudad (2010, 2011 y 2012). El parque cerrado se ubicó en varias ocasiones en la plaza del Obradoiro, otras en el Recinto Ferial de Amio y en 2014 en la Ciudad de la Cultura de Galicia. La prueba recibe el nombre del famoso incensario utilizado en la Catedral de Santiago. En 2009 y 2010 la organización también organizó de manera paralela durante el rally un Salón del Motor.
El piloto con más victorias es Víctor Senra con siete y a continuación su padre Manuel Senra cinco. Entre los pilotos de mayor renombre que han participado en la prueba destacan José Mora y el copiloto bicampeón del mundo Luis Moya que vencieron en la edición de 1986. Marc Etchebers ganador en 1987, 1988 y 1990 fue un piloto francés afincado en España que participó en durante los años setenta y ochenta en el Campeonato de España de Rally logrando varias victorias. Entre los habituales del certamen nacional también estuvieron Germán Castrillón vencedor en 1995 y 1998 y Pedro Burgo ganador en 2009. Sergio Vallejo campeón de España en 2009 y 2014 participó en tres ocasiones logrando dos podios: segundo en 1990 y tercero en 1996, al igual que Iván Ares, campeón gallego y campeón de España en 2017, logró dos segundos puestos, en 2011 y 2014. También probó suerte en el mundo de los rallyes el campeón del mundo de triatlón Iván Raña, que debutó primero como coche cero en 2006 y como piloto en 2007.

## Historia

### Años 1980
La Escudería Compostela se fundó en el año 1983 por un grupo de aficionados al automovilismo que decidieron crear un club con sede en Santiago. Tras realizar otras pruebas como la Subida ó Barreiro en 1984 llevaron a cabo la primera edición del rally que abría el calendario gallego los días 16 y 17 de febrero bajo el nombre de: 1º Rali do Botafumeiro. En un complicado y lluvioso rally que contó con algún tramo nocturno el ganador fue José Mora a bordo de un Renault 5 Turbo con Pachi Regueiro como copiloto. Segundo fue la pareja formada por Montero-Couso con un Renault 5 Copa (grupo 2) y tercero el orensano José Pavón con un Ford Escort RS 2000. En la quinta posición finalizó un joven Germán Castrillón que participó con un Renault 5 Copa Turbo y por detrás otros nombre habituales del campeonato de por entonces: «Peitos», Gallardo, Rial, etc. Entre los abandonos destaca Pere Lariño que lideró la prueba inicialmente con su R5 Copa Turbo pero sufrió una salida de pista y abandonó.
En la segunda edición, celebrada las fechas 22 y 23 de febrero de 1986, José Mora repite triunfo en esta ocasión con un joven Luis Moya a su derecha, que justo un año más tarde daría el salto al nacional como copiloto de Carlos Sainz. Los R5 GT Turbo protagonizaron la carrera únicamente el Alfa Romeo de «Peitos» se mezcló entre ellos antes de abandonar. Pavón que lideró la prueba terminó segundo a solo once segundos de Mora mientras que Castrillón se vio beneficiado por un abandono y sus tiempos cercanos a los líderes de la carrera le permitieron ascender a la tercera plaza. En la quinta plaza se coló el SEAT 2000 de Diego Barcia.
En 1987 el piloto francés Marc Etchebers participó en la prueba logrando la victoria con el Porsche 911 SC-RS, sin demasiados apuros puesto que unos de sus principales rivales en el campeonato, Carlos Piñeiro no se había inscrito y Pavón que solo pudo ser cuarto tras sufrir un vuelco que le hizo descender hasta el puesto treinta. Un conservador Castrillón, sería segundo con el Renault 5 GT Turbo y Manuel Senra con José Maceira de copiloto, tercero también con un R5 que lograba su primer gran resultado en un rally. La cuarta edición celebrada entre el 25 y el 27 de marzo de 1988 supuso otro triunfo para Etchebers que no concedió opciones a sus rivales con el Porsche 911 SC-RS en esta ocasión acompañado por Humberto Iglesias como su copiloto. Pavón y Diez se aseguraron la segunda plaza en todo momento con el R5 GT Turbo y Senra que fue tercero con otro R5 mantuvo una lucha con el orensano Paradela hasta que abandonó. Por detrás finalizaron Arturo Rial con el nuevo Citroën AX Sport que llegó a volcar en un tramo, posteriormente anulado, y Tavo Peñiero que a pesar de perder mucho tiempo en un pinchazo fue quinto.

### Años 1990
La escudería sufre problemas económicos y decide no realizar la prueba en 1989 que se recupera en 1990 tras el acuerdo logrado con la Consellería de Relacións Institucionais logrando el patrocinio del Xacobeo 93, lo que le permite no solo continuar con el Botafumeiro sino además realizar a mayores una prueba de karting, un rally de tierra y dos subidas. El Botafumeiro celebrado las fechas 30 de junio y el 1 de julio supuso la tercera y última victoria de Etchebers que en esa ocasión participó con un Ford Sierra RS Cosworth. Segundo fue Sergio Vallejo con un Peugeot 205 GTI y tercero Trelles con el R5 GT Turbo. Por detrás finalizaron «Peitos» con el AX Sport y Jorge Pérez.
En 1991 la prueba se realiza en el mes de julio, los días 6 y 7. Arturo Rial con un Citroën AX Sport fue el ganador de la sexta edición tras el abandono de Castrillón a falta de solo ocho curvas de la meta tras liderar la prueba con comodidad. Senra consigue otro podio en esta ocasión con el Peugeot 205 GTI y la pareja formada por Garrido-Humberto ocuparon la tercera plaza del podio con un Ford Sierra RS Cosworth. Debido a la intensa actividad deportiva la escudería se toma un año sabático y el rally no se realiza en 1992.
La séptima edición del Botafumeiro se llevó a cabo en 1993 de nuevo con triunfo de Arturo Rial, que repetiría con su Citroën AX. Con la ausencia de Castrillón, se presagiaba un duelo entre Rial y Senra, pero el piloto de dumbría  sufrió una temprana avería y no pudo continuar. Sin rivales, Rial sufrió un vuelco que le hizo temer por la primera plaza, donde fue ayudado por el mismo Castrillón que se encontraba entre el público, pero terminó venciendo sin más contratiempos. La segunda plaza fue para Óscar Outeiriño ue dio la sorpresa con su GT Turbo finalizando incluso por delante del Clio de Azcona. Cuarto fue Táboas y quinto Tojo con su Peugeot 205 Rallye. Ese año la escudería lleva a cabo también el Fórmula Rali Compostela 93 con la presencia destacada de los pilotos Fernando Capdevila y Carlos Sainz.
Por tercer año consecutivo Rial se hace con la victoria del Botafumeiro en esta ocasión a los mandos del Citroën ZX 16v grupo A oficial con el que venía de debutar con victoria en el Rally do Lacón. Segundo fue Dopico y tercero Toño Villar con el Peugeot 309 GTI, mientras que la quinta plaza fue a parar a manos de Castañón que le permitía proclamarse campeón de la Copa Citroën de Galicia.
La novena edición se llevó a cabo los días 4, 5 y 6 de agosto de 1995. Venció por primera vez Germán Castrillón con un Ford Escort RS Cosworth, acompañado en el podio por Miguel Dopico que le plantó frente también con un Ford Escort RS Cosworth. Manuel Senra fue tercero con su Peugeot 306 S16 y Arturo Rial solo pudo ser cuarto por delante de Vallejo con su Peugeot 106 grupo A.
En 1996 el parque cerrado se montó en el aparcamiento de Área Central y a pesar de celebrarse en el mes de mayo la carrera estuvo marcada por la presencia de la lluvia. Miguel Dopico se hizo con el triunfo con el Ford Escort RS Cosworth. Al año siguiente la prueba contó como novedad un pequeño cambio de nombre, pasó a llamarse simplemente Rally Botafumeiro, (en lugar de Rally do Botafumeiro). Javier Piñeiro se impuso con un Renault Clio Maxi.
Al año siguiente Germán Castrillón consigue su segunda victoria en Santiago, en esta ocasión con el Mitsubishi Lancer Evo V. En 1999 Manuel Senra con Faustino Suárez de copiloto a bordo del Peugeot 306 Maxi se alzan con el primero de los cinco triunfos que conseguirían en el Botafumeiro. Repetirían hazaña en 2000, en esta ocasión con Castrillón (Mitsubishi) y Víctor Magariños (BMW M3) acompañandolos en el podio. En la categoría de históricos venció Jesús Ferreiro con el Ford Escort RS.

### Años 2000

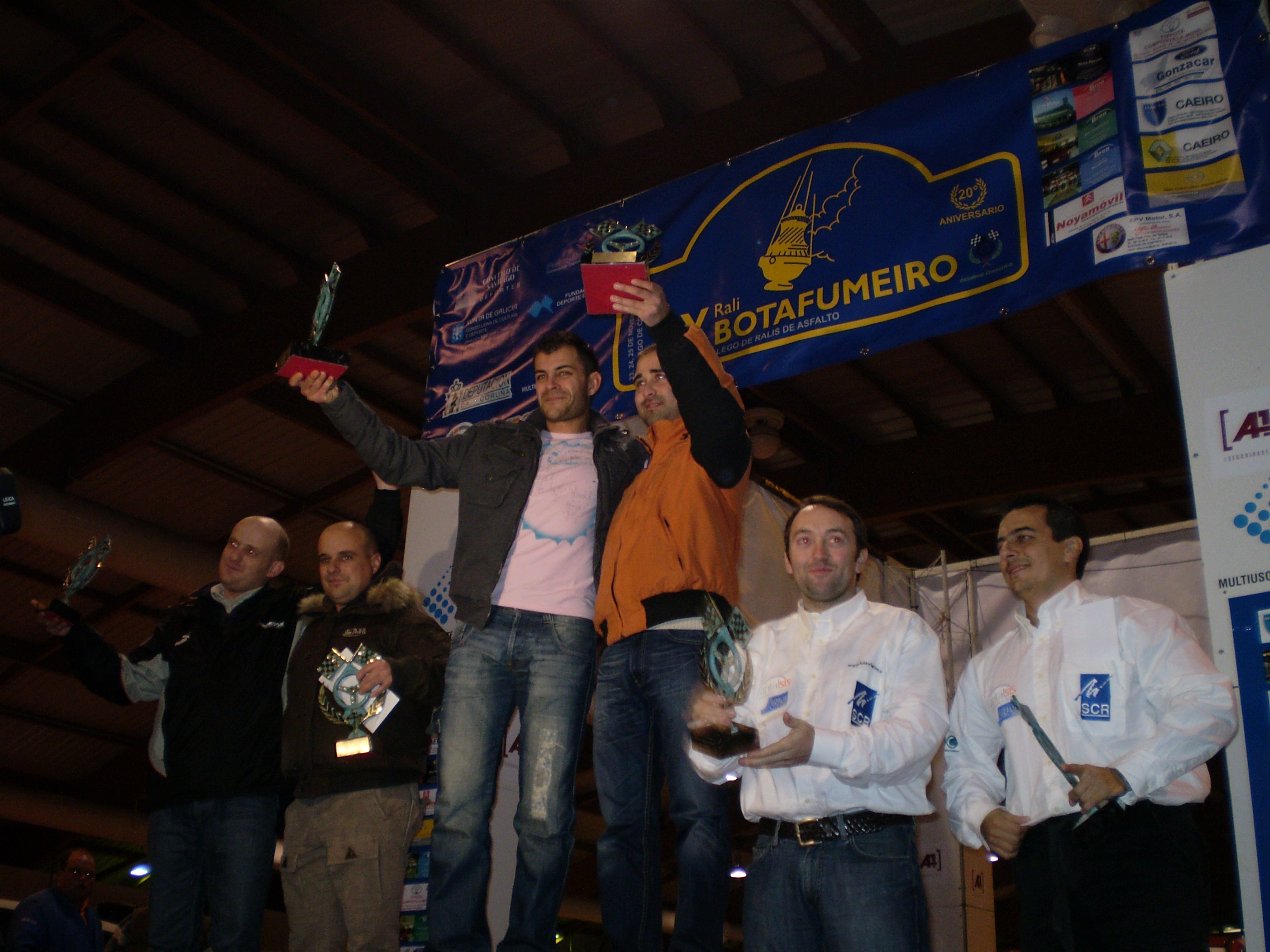
En el año 2007 el parque cerrado se ubicó como venía siendo habitual en el Recinto Ferial de Amio. En la imagen los ganadores de esa edición: Víctor Senra y David Vázquez.

La 15.ª edición del Botafumeiro celebrada el 13 de mayo de 2001, vio la tercera victoria consecutiva de Senra. Ramón Santiso con un Ford Escort RS Cosworth y José Miguel Martínez Barreiro con un Mitsubishi Lancer Evo VI completaron el podio. Por su parte Millares venció en la categoría de históricos con el Ford Escort.
Tras un parón de un año la decimosexta edición se llevó a cabo en el mes de noviembre del año 2003. En esta ocasión José M. Martínez Barreiro («Bamarti») se impone en la prueba con el Mitsubishi Lancer Evo VI. Pedro Burgo con el Lancer Evo VII y Manuel Senra completaron la segunda y tercera plaza del podio.
En 2004 Senra vuelve a dominar el rally con el Peugeot 306 Maxi. Toño Villar con otro Peugeot 306 terminó por detrás de él a tan solo 15 segundos. Alberto Meira con un Renault Clio Sport completó el podio, mientras que Víctor Senra, hijo del ganador, ocupó la cuarta plaza de la clasificación con un Peugeot 106 Kit Car.
En el año 2005 se vio la quinta y última victoria de Senra con su habitual Peugeot 306 Maxi. En esta ocasión le acompañaron en el podio José M. Martínez Barreiro también a los mandos de un Peugeot 306 Maxi. La tercera plaza, muy disputada, la ocupó «Chelis» con un Mitsubishi Lancer Evo VI, seguido de Pablo Antelo que terminó cuarto a menos de un segundo del podio.
Trasladada al mes de diciembre como cierre del calendario gallego de la temporada 2006, Pedro Burgo se adjudicó el triunfo con un Mitsubishi Lancer Evo VIII, vehículo protagonista del rally, con Meira segundo pilotando un Lancer Evo VIII MR y «Chelis» tercero con un Evo IX. El atleta Iván Raña participó con un Renault Clio Sport como coche cero al igual que Manuel Senra con su Peugeot 306 Maxi. 
En la 20.ª edición del Botafumeiro se impuso Víctor Senra por primera vez. Lo hizo con el Mitsubishi Lancer Evo VIII. Los hermanos Burgo fueron segundos con el Mitsubishi Lancer Evo IX, que lograron un nuevo podio en Santiago, mientras que Luis Vilariño fue tercero con un Fiat Abarth Grande Punto S2000.
La edición para 2008 se canceló y en 2009, el rally se celebró entre el 19 y el 20 noviembre como homenaje al piloto local Jesús Cebeiro fallecido ese año en un accidente de tráfico. En el aspecto deportivo Pedro Burgo se lleva la victoria con el Evo VIII por delante de Manuel Senra y Alberto Meira, que fueron segundo y tercero respectivamente.

### Años 2010

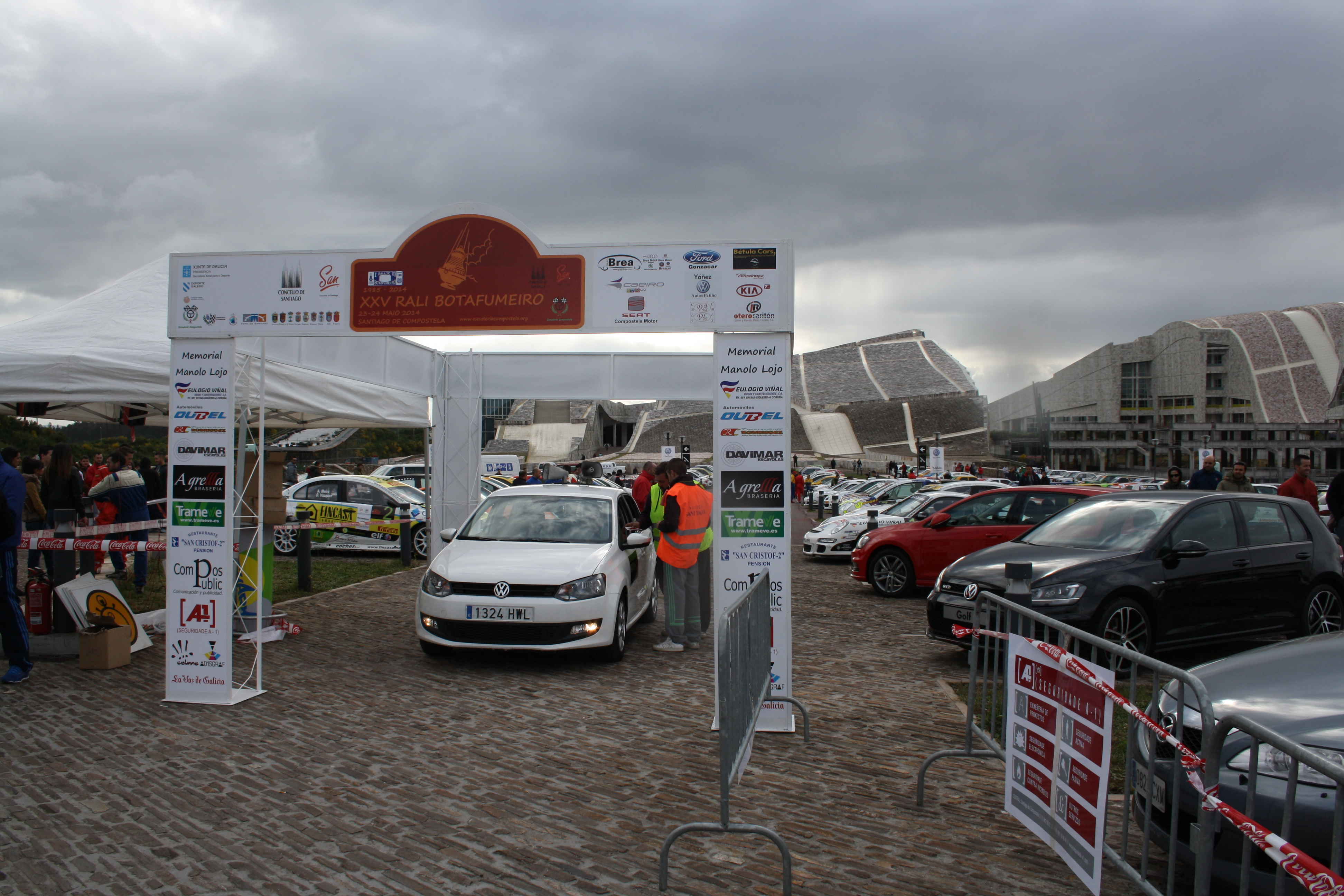
En 2014 y por primera vez el Botafumeiro se trasladó a la Ciudad de la Cultura de Galicia.

En 2010 Víctor Senra participó con el Peugeot 306 Maxi de su padre y con David Vázquez como copiloto. Se adjudicaron la victoria con una amplia ventaja de más de tres minutos sobre el Mitsubishi Lancer Evo X de Alejandro Bermúdez. Pablo Silva completó el podio con un Mitsubishi Lancer Evo VI.
La edición de 2011 de nuevo cerrando el calendario del campeonato gallego permitió a Víctor Senra alzarse con su tercera victoria en Santiago y por segundo año con el Peugeot 306 Maxi. Por su parte, Iván Ares logró su primer podio en el Botafumeiro a los mandos de un Porsche 997 GT3 RS 3.6. Por último y cerrando el podio terminó José Fernando Rico con un Lancer Evo IX. Alejandro Pais fue cuarto a solo veinticinco segundos del podio. En esa edición se celebró el primer día un tramo nocturno en los alrededores del Estadio de San Lázaro.
La 24.ª edición se llevó a cabo los días 1 y 2 de diciembre de 2012. El parque cerrado se realizó en el Multiusos Fontes do Sar y se organizó de nuevo un tramo urbano. La lista de inscritos alcanzó las 110 participantes. Víctor Senra se alzó con el triunfo de nuevo con el Peugeot 306 Maxi. En esta ocasión Luis Vilariño con el Porsche 997 GT3 RS 3.6, propiedad de Sergio Vallejo, fue segundo a más de un minuto de Senra mientras que Alberto López Belón terminó tercero con su Evo X.
En 2013 se programó para el 9 de noviembre pero se canceló por motivos económicos.
La 25.ª edición se realizó del 23 al 24 de mayo de 2014 como tercera prueba del campeonato gallego. Un total de 121 pilotos se inscribieron en la prueba que contó con un itinerario de 14 tramos que sumaban un total 134,65 km cronometrados, incluyendo un tramo urbano en el Recinto Ferial de Amio. El parque cerrado se trasladó en esta ocasión a la Ciudad de la Cultura de Galicia. Víctor Senra se llevó el triunfo seguido de Iván Ares que fue segundo y Iago Silva tercero con un Citroën C2 R2 Max.
Tras cuatro años de ausencia, el 26.ª edición del Botafumeiro se programó para los días 24 y 25 de agosto de 2018 como séptima cita del calendario gallego y llevada a cabo por la Escudería Santiago. El parque cerrado se ubicó en la alameda de la ciudad compostelana y contó con un tramo urbano disputado en las inmediaciones del estadio de San Lázaro.
Tras cuatro años de parón la prueba volvió en 2018. Puntuable de nuevo para el certamen gallego, Víctor Senra logró su sexta victoria particular, esta vez por delante de Alberto Meira e Iago Caamaño. En esta edición se vivieron varios accidentes que provocaron la cancelación de un tramo y algunos participantes fueron trasladados al hospital. Al año siguiente Senra volvió a dominar la prueba. Logró la victoria esta vez a los mandos de un Citroën C3 R5 con el que aventajó en medio minuto a Iago Caamaño segundo en la cita y casi dos al portugués Ricardo Costa tercero con un Citroën DS3 R5.
En 2021 la nueva organización, Scudería SC21 incluyó la prueba en la recién creada Copa de España de Rallyes de Asfalto. Aunque se calendó para el mes de mayo se cambió de fecha debido a las complicaciones derivadas por la pandemia de COVID-19 pero finalmente se canceló debido al poco interés suscitado.

## Palmarés
| Año     | Edición                   | Piloto                  | Copiloto            | Automóvil                  | Series  |
| ------- | ------------------------- | ----------------------- | ------------------- | -------------------------- | ------- |
| 1985    | 1.º Rally do Botafumeiro  | José Mora               | Pachi Regueiro      | Renault 5 turbo            | Galicia |
| 1986    | 2.º Rally do Botafumeiro  | José Mora               | Luis Moya           | Renault Supercinco         | Galicia |
| 1987    | 3.º Rally do Botafumeiro  | Marc Etchebers          | Pablo Iglesias      | Porsche 911 SC RS          | Galicia |
| 1988    | 4.º Rally do Botafumeiro  | Marc Etchebers          | Humberto Iglesias   | Porsche 911 SC RS          | Galicia |
| 1990    | 5.º Rally do Botafumeiro  | Marc Etchebers          | Humberto Iglesias   | Ford Sierra RS Cosworth    | Galicia |
| 1991    | 6.º Rally do Botafumeiro  | Arturo Rial             | Pazos               | Citroën AX Sport           | Galicia |
| 1993    | 7.º Rally do Botafumeiro  | Arturo Rial             | Arias               | Citroën AX Sport           | Galicia |
| 1994    | 8.º Rally do Botafumeiro  | Arturo Rial             | Arias               | Citroën ZX 16v             | Galicia |
| 1995    | 9.º Rally do Botafumeiro  | Germán Castrillón       | Estrella Castrillón | Ford Escort RS Cosworth    | Galicia |
| 1996    | 10.º Rally do Botafumeiro | Miguel Dopico           | Fernando Fraguela   | Ford Escort RS Cosworth    | Galicia |
| 1997    | 11.º Rally Botafumeiro    | Javier Piñeiro          | Manuel Ferreiro     | Renault Clio Maxi          | Galicia |
| 1998    | 12.º Rally Botafumeiro    | Germán Castrillón       | Estrella Castrillón | Mitsubishi Lancer Evo V    | Galicia |
| 1999    | 13.º Rally Botafumeiro    | Manuel Senra            | Faustino Suárez     | Peugeot 306 Kit Car        | Galicia |
| 2000    | 14.º Rally Botafumeiro    | Manuel Senra            | Faustino Suárez     | Peugeot 306 Kit Car        | Galicia |
| 2001    | 15.º Rally Botafumeiro    | Manuel Senra            | Faustino Suárez     | Peugeot 306 Kit Car        | Galicia |
| 2003    | 16.º Rally Botafumeiro    | J. M. Martínez Barreiro | Manuel Campos       | Mitsubishi Lancer Evo VI   | Galicia |
| 2004    | 17.º Rally Botafumeiro    | Manuel Senra            | Faustino Suárez     | Peugeot 306 Kit Car        | Galicia |
| 2005    | 18.º Rally Botafumeiro    | Manuel Senra            | Faustino Suárez     | Peugeot 306 Kit Car        | Galicia |
| 2006    | 19.º Rally Botafumeiro    | Pedro Burgo             | Marcos Burgo        | Mitsubishi Lancer Evo VIII | Galicia |
| 2007    | 20.º Rally Botafumeiro    | Víctor Senra            | David Vázquez       | Mitsubishi Lancer Evo VIII | Galicia |
| 2008    | Edición suspendida        | Edición suspendida      | Edición suspendida  | Edición suspendida         |         |
| 2009    | 21.º Rally Botafumeiro    | Pedro Burgo             | Marcos Burgo        | Mitsubishi Lancer Evo IX   | Galicia |
| 2010    | 22.º Rally Botafumeiro    | Víctor Senra            | David Vázquez       | Peugeot 306 Kit Car        | Galicia |
| 2011    | 23.º Rally Botafumeiro    | Víctor Senra            | David Vázquez       | Peugeot 306 Kit Car        | Galicia |
| 2012    | 24.º Rally Botafumeiro    | Víctor Senra            | David Vázquez       | Peugeot 306 Kit Car        | Galicia |
| 2013    | Edición suspendida        | Edición suspendida      | Edición suspendida  | Edición suspendida         |         |
| 2014    | 25.º Rally Botafumeiro    | Víctor Senra            | Moncho López        | Mitsubishi Lancer Evo X    | Galicia |
| 2018    | 26.º Rally Botafumeiro    | Víctor Senra            | David Vázquez       | Ford Fiesta R5             | Galicia |
| 2019    | 27.º Rally Botafumeiro    | Víctor Senra            | David Vázquez       | Citroën C3 R5              | Galicia |
| 2020    | 28.º Rally Botafumeiro    | Cancelado               | Cancelado           | Cancelado                  | Galicia |
| Fuentes |                           |                         |                     |                            |         |